# Herman-Brousse
Herman-Brousse, est une  commune rurale de la préfecture de Nana-Mambéré, en République centrafricaine. Elle s’étend au nord de la ville de Bouar.

## Géographie
La commune se trouve au nord-est de la préfecture, de nombreux villages étant situés sur l’axe Bouar-Bohong-Bocaranga, route régionale RR4 et sur les voies d’accès à la ville de Bouar, RN3.
| Niem-Yéléwa | Koui, Bocaranga |               |
| Yénga       | Herman-Brousse  | Birvan-Bolé   |
|             | Zotoua-Bangarem | Doaka-Koursou |

## Villages
Les principaux villages de la commune sont : Angor-Bafago, Yongoro-Mbolaye, Vakap et Bessan.
En 2003, la commune rurale compte 89 villages recensés : Adamou-Langue, Anwor-Bafagon, Bedore, Bekoni, Bellet-Ouham, Bendongue, Bengba, Bessan, Bogan Sink, Bogbatoyo, Bokayan 1, Bokayan 2, Bomango, Bombaye, Boro-Jardin, Boua-Bouziki, Camp-Mawa, Damoussa, Dikofio, Dogwo, Doko Boziki, Doko 2, Doko-Bodet 2+3, Doko-Bodet 1, Dongue-Yoyo 1, Dongue-Yoyo 2, Fouck, Foufoure-Ouham1, Foufoure-Ouham2, Gaiganam, Gandao, Gbatoro1, Gbatoro2, Gbatoua, Gorro, Guera, Hilabi, Kaita, Kella-Bokpane, Kella-Doukou 2, Kella-Goffi, Kokpideuil 1, Koumbe, Kpetene, Kpoc-Wan, Kpok-Wan2, Langue, Maigaro 1&2, Marbangue, Mbella-Tizian, Mboulai, Nassarao-Bouar, Nassarao-Bouar-Yongoro, Ndakadimo, Ndalle 1, Ndalle 2, Ndongue-Yoyo, Ngadike, Ngamango, Nouko-Wana, Nzale, Pom, Samari-Bolai, Saragba-Mboyo, Seng, Sergent-Bobele, Service Bossempte, Wantiguira 1+2+3, Wosso-Samdere, Yabekai, Yakota, Yankain, Yaragbang, Yarhina, Yeremo-Faya, Yerimon-Gbasson, Yoh, Yole
Yongo, Yongo Bedimon, Yongoro-Bolaye, Zaguion, Zale, Zalingou, Zanango, Zaoro-Dana, Zibi, Zoe, Zone Sink.